# Mattia Mosconi
Mattia Mosconi, né le 26 mars 2007 à Grosio en Italie, est un footballeur italien, qui évolue au poste d'attaquant à l'Inter Milan.

## Biographie

### En club
Né Grosio en Italie, Mattia Mosconi est formé par l'Inter Milan, qu'il rejoint à l'âge de huit ans. Il signe son premier contrat professionnel le 2 mai 2023. Souvent surclassé dans les équipes de jeunes, il débute avec la Primavera lors de la saison 2023-2024.

### En équipe nationale
Mattia Mosconi est sélectionné avec l'équipe d'Italie des moins de 17 ans pour participer au championnat d'Europe des moins de 17 ans en 2024. Son équipe atteint la finale de la compétition après avoir battu le Danemark en demi-finale (0-1 score final),,.

## Palmarès
Italie -17 ans
- Finaliste du championnat d'Europe des moins de 17 ans
  - 2024.